# Listă de arheologi
Arheologia este o disciplină practic necunoscută până în secolul XIX. Începând din această perioadă arheologi încep să devină cunoscuți mai ales datorită publicității media.
Aceasta este o listă a celor mai cunoscuți arheologi din întreaga lume.
Cuprins: Început - 0–9 A B C D E F G H I J K L M N O P Q R S T U V W X Y Z

## A
- Jorge Alarcao
- William F. Albright
- Petre Alexandrescu
- Jim Allen
- Manolis Andronicos
- Mihail Artamonov
- Mick Aston
- Richard Atkinson

## B
- Churchill Babington
- Paul Bahn
- Geoff Bailey
- Adolph Francis Alphonse Bandelier
- Philip Barker
- Ofer Bar-Yosef
- Thomas Bateman
- Giovanni Battista Belzoni
- Mark Beech
- Bereteu Dinu
- Gerhard Bersu
- Ranuccio Bianchi Bandinelli
- Leopoldo Batres
- Charles Ernest Beule
- Martin Biddle
- Lewis Binford
- Flavio Biondo
- Glenn Albert Black
- Frederick Jones Bliss
- Harriet Boyd-Howes
- Giacomo Boni
- François Bordes
- Jacques Boucher de Crèvecœur de Perthes
- Jan Bouzek
- Richard Bradley
- R. Joe Brandon
- Charles Etienne Brasseur de Bourbourg
- James Henry Breasted
- Eric Breuer
- Jacques Breuer
- Patrick MMA Bringmans
- Aisling Bronach
- Don Brothwell
- Bernard Bruyère
- Aubrey Burl
- Karl Butzer
- Tiberiu Bader

## C
- Frank Calvert
- Luigi Canina
- Bob Carr
- Martin Carver
- Howard Carter
- Joanna Casey
- Alfonso Caso
- Dilip Chakrabarti
- Jean-François Champollion
- Vere Gordon Childe
- Leopoldo Cicognara
- David Clarke
- John Desmond Clark
- John Grahame Douglas Clark
- John Coles
- John Collis
- Sir Richard Colt Hoare
- Margaret Conkey
- Graham Connah

- Gudrun Corvinus
- O.G.S. Crawford
- Georg Friedrich Creuzer
- Joseph George Cumming
- Barry Cunliffe
- Ben Cunnington
- Maud Cunnington
- William Cunnington
- James Curle
- Ernst Curtius

## D
- Glyn Daniel
- Théodore Davies
- William Boyd Dawkins
- Janette Deacon
- Hilary Deacon
- James Deetz
- Jules Desnoyers
- Adolphe Napoleon Didron
- Wilhelm Dörpfeld
- Hans Dragendorff
- Hadrian Daicoviciu
- Constantin Daicoviciu
- Petre Diaconu

## E
- Sir Arthur Evans
- Sir John Evans

## F
- Georg Fabricius
- Rev. Brian Faussett
- Carlo Fea
- Sir Charles Fellows
- Karl Ludwig Fernow
- William D. Finlayson
- Kent Flannery
- James A. Ford
- Alfred Foucher
- Cyril Fox
- William Flinders Petrie

## G
- Antoine Galland
- Clive Gamble
- Thomas Gann
- Percy Gardner
- Dorothy Garrod
- William Gell
- Friedrich William Eduard Gerhard
- Marija Gimbutas
- Pere Bosch-Gimpera
- Einar Gjerstad
- Albert Goodyear
- Ian Graham
- Canon William Greenwell
- Alan Greaves
- James Bennett Griffin
- W. F. Grimes
- Klaus Grote
- Gustaf VI Adolf of Sweden
- Marian Gumă

## H
- Robert Hall
- Phil Harding
- Christopher Hawkes
- Thor Heyerdahl
- Christian Gottlob Heyne
- Eric Higgs
- Catherine Hills
- Ian Hodder
- Simon Holdaway
- Marcel Homet
- John Horsley
- Jean-Louis Huot

## I
- Glynn Isaac

## J
- Otto Jahn
- Llewellyn Jewitt
- Donald Johanson
- Gregory Johnson
- Martin Kenneth Jones
- Rhys Maengwyn Jones

## K
- Johan Kamminga
- Kathleen Kenyon
- Alfred V. Kidder
- Richard Klein
- Robert Koldewey
- Gustav Kossinna

## L
- C.C. Lamberg-Karlovsky
- Luigi Lanzi
- Peter Lape
- Pierre Henri Larcher
- Donald Lathrap
- Jean-Philippe Lauer
- Sir Austen Henry Layard
- Gheorghe Lazarovici
- Louis Leakey
- Mary Leakey
- Richard Leakey
- Charles Lenormant
- François Lenormant
- André Leroi-Gourhan
- Jean Antoine Letronne
- Carenza Lewis
- Marian Adrian Lie
- William D. Lipe
- Edward Lhuyd
- Mary Aiken Littauer
- Georg Loeschke
- Victor Loret
- William A. Longacre
- Sir John Lubbock
- Rev. W. C. Lukis

## M
- Robert Alexander Stewart Macalister
- Father John MacEnery
- Sir Max Mallowan
- John Manley
- Auguste-Édouard Mariette
- Spyridon Marinatos
- John Hubert Marshall
- Ronald J. Mason
- Gaston Maspero
- Alfred P. Maudslay
- Amihai Mazar
- Benjamin Mazar
- Eilat Mazar
- August Mau
- Charles McBurney
- Betty Meggers
- James Mellaart
- Paul Mellars
- Michael Mercati
- Prosper Mérimée
- Sir Ellis Minns
- Oscar Montelius
- Pierre Montet
- Sylvanus G. Morley
- John Robert Mortimer
- Keith Muckelroy
- John Mulvaney
- Tim Murray

## N
- Ezzat Ol,llah Negahban
- Evzen Neustupný
- Charles Thomas Newton
- Ion Nestor

## O
- Kenneth Oakley
- Jérémie Jacques Oberlin
- Alexandru Odobescu
- Marcel Otte

## P
- John Parkington
- Iuliu Paul
- William Pengelly
- Alessandro Pezzati
- Philip Phillips
- Stuart Piggott
- John Pinkerton
- Augustus Pitt Rivers
- George Pitt Rivers
- Nikolaos Platon
- Reginald Stuart Poole
- Georges Posener
- Timothy Potter
- Richard Potts
- Francis Pryor
- Vasile Pârvan
- Ioan Piso

## Q
- Jules Etienne Joseph Quicherat

## R
- Philip Rahtz
- Sir Andrew Ramsay
- Desire Raoul Rochette
- Jean Gaspard Felix Ravaisson-Mollien
- Colin Renfrew
- Julian Richards
- Derek Roe
- Wil Roebroeks
- Michael Rostovtzeff
- Emmanuel de Rouge
- Ron Rule
- Alberto Ruz Lhuillier
- Donald P. Ryan

## S
- Yannis Sakellarakis
- Daniel H. Sandweiss
- Victor Sarianidi
- Otto Schaden
- Claude Schaeffer
- Michael Brian Schiffer
- Heinrich Schliemann
- Philippe-Charles Schmerling
- Carmel Schrire
- Francesco Scipione
- Jean Baptiste Louis George Seroux D'Agincourt
- Michael Shanks
- Thurstan Shaw
- Isobel Smith
- William Robertson Smith
- Steven Snape
- Flaxman Charles John Spurrell
- Rev. Frederick Spurrell
- Carl Steen
- Marc Aurel Stein
- Nicola Stern
- William Duncan Strong

## T
- Jean Michel de Tarragon
- Joan Du Plat Taylor
- Walter Willard Taylor, Jr.
- Alexander Thom
- Julian Thomas
- J. Eric S. Thompson
- Christian Jürgensen Thomsen
- John Thurman
- Christopher Tilley
- Alfred Marston Tozzer
- Bruce Trigger
- Henrieta Todorova

## U
- Peter Ucko
- Luigi Maria Ugolini
- David Ussishkin

## V
- Henri de Vaux
- Dominique Vivant Denon
- Nicolae Vlassa
- Mary Voight

## W
- LuAnn Wandsnider
- Charles Warne
- Clarence H. Webb
- Friedrich Gottlieb Welcker
- Mortimer Wheeler
- Theodor Wiegand
- Johann Joachim Winckelmann
- Leonard Woolley
- Jens Jacob Asmussen Worsaae
- John Wymer

## Y
- Norman Yoffee
- Tamanna Saroha

## Z
- Ezra Zubrow
- Irit Ziffer